# Petit séminaire de Dommartin
Le Petit séminaire de Dommartin est une école fondée par les Chanoines réguliers de la Congrégation de Notre-Sauveur en 1685 pour succéder à un premier projet de petit séminaire rural à Dommartin-lès-Ville-sur-Illon.

## Historique
L'institution servit principalement de petite école et de soutien au curé de la paroisse.
Malgré plusieurs projets de fermeture, elle survécut jusqu'à la Révolution.
Le bâtiment restant a été modifié mais conserve sa façade XVIIIe donnant sur le jardin.